# Hettenheuvel
De Hettenheuvel is met 91,6 meter de hoogste heuvel van het Montferland. De Hettenheuvelseweg loopt van Zeddam naar de top, en het Pieterpad loopt ook over de heuvel. De berg is volledig bebost, met zowel loof- als naaldbomen.
Ten noorden van de top is een uitzichtspunt "Kale Jakob" ingericht met uitzicht richting de Veluwezoom. De Hettenheuvel maakt deel uit van het natuurgebied Bergherbos van Natuurmonumenten. Ten oosten van de Hettenheuvel, langs de weg Zeddam - Kilder is een parkeerplaats ingericht van waar wandelroutes aangegeven zijn.